# Trecenta
Trecenta là một đô thị ở tỉnh Rovigo ở vùng Veneto của Ý, có khoảng cách khoảng 80 km về phía tây nam của Venezia và khoảng 25 km về phía tây của Rovigo. Tại thời điểm ngày 31 tháng 12 năm 2004, đô thị này có dân số 3.098 người và diện tích là 35,1 km².
Đô thị Trecenta có các frazioni (các đơn vị cấp dưới, chủ yếu là các làng) Berguarina, Bignozza, Borgo Bassa, Branzettina, Campagnan, Case Bon, Case Brancaleoni, Case Destro Canale, Case Mirandola, Case Pavani, Cuoghe, Gorghi, Gorgo, Gorgo Spino, La Chiesolina, Marzanata, Pascolon, Pissatola, Sariano, Vallalta sul Canale, và Vallalta sul Tartaro.
Trecenta giáp các đô thị: Badia Polesine, Bagnolo di Po, Canda, Ceneselli, Giacciano con Baruchella, Salara.